# 2022 par pays en Asie
2020 par pays en Asie - 2021 par pays en Asie - 2022 par pays en Asie - 2023 par pays en Asie - 2024 par pays en Asie

## Événements

### Continent et mers asiatiques
- 12 mai au 23 mai : Jeux d'Asie du Sud-Est de 2021.

### Bahreïn
- 12 et 19 novembre : élections législatives.

### Bangladesh
- 4 juin : l'incendie de Sitakunda (district de Chittagong) fait au moins 33 morts.
- 25 octobre : le cyclone Sitrang (en) fait au moins 28 morts[1].

### Birmanie
- x

### Bhoutan
- x

### Brunei
- x

### Cambodge
- 28 décembre : un incendie dans un hôtel-casino à Poipet tue 26 personnes[2].

### Corées
- 28 février : la KCNA affirme que le test de missile effectué  par la Corée du Nord visait à développer un système de satellites de "reconnaissance"[3].
- 9 mars : élection présidentielle en Corée du Sud, victoire du candidat de l'opposition Yoon Seok-youl.
- 29 octobre : la bousculade d'Halloween à Séoul fait au moins 150 morts.

### Émirats arabes unis
- 17 janvier : une attaque à Abou Dabi, revendiquée par les houthis, fait 3 morts.
- 14 mai : Mohammed ben Zayed Al Nahyane est élu président des Émirats arabes unis au lendemain de la mort de son demi-frère, Khalifa ben Zayed.

### Inde
- Mars-mai : canicule de 2022 en Inde et au Pakistan.
- 18 juillet : élection présidentielle, Draupadi Murmu est élue ; elle est investie le 25 juillet.
- 30 octobre : l'effondrement du pont de Morvi dans le Gujarat fait au moins 141 morts.

### Irak
- 20 juillet : attaque de la station balnéaire de Zakho au Kurdistan.
- 29 août : des affrontements à Bagdad font 30 morts.
- 13 octobre : élection présidentielle, Abdel Latif Rachid est élu ; Mohammed Chia al-Soudani est chargé de former un gouvernement.
- 18 décembre : neuf policiers tués à Kirkouk dans une attaque[4].

### Iran
- 28 mai : l'Iran signale son premier cas suspect de la variole du singe[5].
- 8 juin : un déraillement de train dans le Khorassan méridional fait 22 morts.
- 14 septembre : début d'une série de manifestations après la mort de Mahsa Amini.
- 26 octobre : attentat meurtrier dans un sanctuaire chiite à Chiraz[6].
- 4 décembre : annonce de la suppression de la police des mœurs[7].

### Japon
- 16 mars : un tremblement de terre de magnitude 7,3 frappe la côte de Fukushima, tuant au moins quatre personnes et en blessant plus de 225 autres.
- 10 juillet : élections à la chambre des conseillers.

### Jordanie
- x

### Kazakhstan
- Révolte de 2022 au Kazakhstan.
- 5 juin : référendum constitutionnel, la révision constitutionnelle est approuvée.
- 20 novembre : élection présidentielle anticipée.

### Kirghizistan
- 14 septembre : des affrontements opposent le Kirghizistan et le Tadjikistan à cause d'un litige sur le tracé de la frontière entre les deux pays.

### Koweït
- 29 septembre : élections législatives.

### Laos
- x

### Liban
- 15 mai : élections législatives.
- À partir du 29 septembre : élection présidentielle (1re session).
- 31 octobre :  le mandat du président de la République, Michel Aoun, se termine, sans qu'un successeur soit désigné[8].

### Malaisie
- 10 juin : le gouvernement malaisien annonce que la peine de mort sera abolie dans le pays, permettant d'autres types de condamnations[9].
- 19 novembre : élections législatives.
- 24 novembre : Anwar Ibrahim est nommé Premier ministre.

### Maldives
- x

### Mongolie
- depuis le 4 décembre : début des manifestations.

### Népal
- 26 janvier : élections à l'Assemblée nationale.
- 29 mai : un avion Twin Otter assurant le vol 1199 de la compagnie Yeti Airlines s'écrase au Népal avec 22 personnes à bord.
- 20 novembre : élections législatives et élections provinciales.

### Oman
- x

### Ouzbékistan
- 4 juillet : trois jours après le début des manifestations au Karakalpakstan, le président ouzbek Shavkat Mirziyoyev déclare l’état d'urgence dans cette région autonomme.

### Qatar
- 20 novembre au 18 décembre : 22e Coupe du monde de football.

### Russie
- 20 avril : le RS-28 Sarmat, missile balistique intercontinental, est tiré pour la première fois.

### Singapour
- 21 août : Le gouvernement singapourien annonce qu'il va dépénaliser les relations sexuelles entre hommes, qui sont illégales en vertu d'une loi de l'époque coloniale britannique, tout en modifiant la Constitution pour définir le mariage comme une union hétérosexuelle[10].

### Sri Lanka
- 9 mai : démission du premier ministre Mahinda Rajapaksa.
- 9 juillet : à la suite d'importantes manifestations, le président Gotabaya Rajapaksa et le Premier ministre Ranil Wickremesinghe annoncent leur démission.
- 20 juillet : élection présidentielle, Ranil Wickremesinghe est élu.

### Tadjikistan
- 14 septembre : des affrontements opposent le Kirghizistan et le Tadjikistan à cause d'un litige sur le tracé de la frontière entre les deux pays.

### Taïwan
- 21 juin : 29 avions militaires chinois pénètrent dans la zone de défense aérienne taïwanaise, incitant l'armée de l'air de Taïwan à tenter de les chasser[11].
- 2 août : La présidente de la Chambre des États-Unis, Nancy Pelosi, visite Taïwan. Une première depuis la dernière visite d'un haut responsable américain en 1997 avec Newt Gingrich[12].
- 26 novembre : référendum constitutionnel.

### Timor oriental
- 19 mars : élection présidentielle au Timor oriental.
- 11 novembre : Le Timor oriental se voit accorder le statut de membre observateur du bloc des nations de l'ASEAN, avec une feuille de route pour l'adhésion établie[13].

### Turkménistan
- 12 mars : élection présidentielle au Turkménistan, Serdar Berdimuhamedow remporte l'élection dès le premier tour avec près de 73 % des suffrages.

### Turquie
- 18 mars : inauguration du pont du détroit des Dardanelles, le plus long pont suspendu au monde.
- 17 août : Israël et la Turquie rétablissent leurs relations diplomatiques avec le retour des ambassadeurs dans les deux pays[14].
- 20 août : un camion sans freins percute une foule, faisant 16 morts et 29 blessés[15].
- 14 octobre : au moins 41 personnes sont tuées par l'explosion dans la mine de charbon d'Amasra, dans la province de Bartın[16].
- 30 décembre : Une explosion dans un restaurant à Aydın, en Turquie, tue sept personnes et en blesse quatre autres[17].

### Viêt Nam
- x

### Yémen
- 26 mars : La coalition saoudienne au Yémen lance une série de raids aériens sur des cibles au Yémen en réponse aux attaques contre les installations énergétiques saoudiennes par les Houthis[18].

### L'année 2022 dans le reste du monde
- L'année 2022 dans le monde
- 2022 par pays en Amérique, 2022 au Canada, 2022 aux États-Unis
- 2022 en Europe, 2022 dans l'Union européenne, 2022 en Belgique, 2022 en France, 2022 en Grèce, 2022 en Italie, 2022 en Suisse
- 2022 en Afrique • 2022 par pays en Asie • 2022 en Océanie
- 2022 aux Nations unies
- Décès en 2022
- Pandémie de Covid-19 en Asie